# Circuito callejero de Marina Bay
El circuito callejero de Marina Bay (oficialmente: Marina Bay Street Circuit), también conocido como Circuito urbano de Singapur, o simplemente Circuito de Singapur, es un circuito urbano de carreras ubicado en la bahía de Marina Bay, dentro del Consejo de Desarrollo Central de la ciudad-estado de Singapur. Fue inaugurado en 2008, y actualmente posee una capacidad para más de 80,000 espectadores.
Alberga anualmente el Gran Premio de Singapur de Fórmula 1, siendo una de las carreras más atractivas y demandantes de la temporada. Las obras para la construcción del trazado comenzaron en septiembre de 2007.

## Circuito
Al igual que los circuitos de Mónaco y Valencia, la ciudad y sus calles fueron elegidas para albergar el Gran Premio de Fórmula 1. El trazado mide 5,2 kilómetros y tiene 23 curvas, siendo la carrera en el sentido contrario a las manecillas del reloj.
Se pueden alcanzar altas velocidades en el circuito, en rectas como la de Esplanade Drive o Raffles Boulevard. La pista pasaba (Hasta 2022) por debajo de una de las gradas donde se colocan los espectadores, creando así un túnel como Mónaco [cita requerida].
En este circuito se corren un total de 61 vueltas por carrera, contando con un récord de vuelta de 1:36.015 por parte del piloto británico Lewis Hamilton con el equipo Mercedes en el año 2018.
En 2013 se produjo una modificación en el circuito, desapareciendo las chicanes Singapore Sling (Curvas 10, 10a y 10b), convirtiéndose en una única curva hacia la izquierda de media-alta velocidad que desemboca en las curvas 11 y 12. Este cambio se ha producido por las quejas de los equipos que decían que era una zona peligrosa.
Para el año 2023 se removio la parte del "tunel" y de las gradas extra, pasando a ser el circuito de 19 curvas en total, con una longitud total de 4.94 kilómetros.

## Instalaciones
El circuito cuenta con una capacidad para más de 80.000 espectadores, y en cuanto a la parte técnica, cuenta con una zona de boxes permanente con instalaciones de lujo paddock que está situada junto al complejo de Singapore Flyer.

## Polémica
La carrera fue anunciada en mayo de 2007, tras el acuerdo de un contrato de cinco años entre la Formula One Management, Bernie Ecclestone, el empresario Sr. Ong Beng Seng y la Junta de Turismo de Singapur.
Tras el anuncio de que este país acogería el primer Gran Premio nocturno en la historia de la Fórmula 1, se inició una polémica debido al potencial riesgo para los pilotos que podría suponer la realización de una carrera a esas horas. Sin embargo, la FIA decidió que el evento se mantendría tras haber realizado dos pruebas de alumbrado cuyos resultados fueron positivos.
Pese a que el circuito era lo suficientemente válido en seguridad, en la carrera de 2008, los equipos y los pilotos se quejaron sobre zonas del circuito. Escapatorias cortas, pudiendo ser más anchas, curvas mal trazadas, baches que rozaban los bajos de los coches, pianos semisueltos y la enlazada de la curva 11 dieron de que hablar. Por ello, para 2009 se esperaban mejoras en curvas para facilitar adelantamientos y eliminar baches, y un importante cambio de trazado en la enlazada con forma de "W" en la curva 10, estrecha, difícil de trazar, con bordillos impresionantes y con escapatoria nula.
A pesar de que las críticas han continuado con el pasar de los años, estas no han impedido que se sigan repitiendo carreras allí, ya que fue una de las preferidas de los aficionados.